# فابيان إرنست
فابيان إرنست (بالألمانية: Fabian Ernst) مواليد 30 مايو 1979 في هانوفر، ألمانيا الغربية، هو لاعب كرة قدم ألماني. يلعب كلاعب وسط. مثّل منتخب ألمانيا لكرة القدم.

## مرحلة الشباب

### أندية لعب لها
- هانوفر 96

## المسيرة الاحترافية

### أندية لعب لها
- هانوفر 96
- نادي هامبورغ الرياضي
- فيردر بريمين
- شالكه 04
- نادي بشكتاش
- نادي قاسم باشا

## وصلات خارجية
- فابيان إرنست على موقع الاتحاد الأوربي (الإنجليزية)
- فابيان إرنست على موقع اتحاد تركيا (لاعب) (الإنجليزية)
- فابيان إرنست على موقع قاعدة بيانات كرة القدم.إي يو (الإنجليزية)
- فابيان إرنست على موقع بيانات كرة القدم. دي إي (الألمانية)
- فابيان إرنست على موقع ناشيونال فوتبول تيمز (الإنجليزية)
- فابيان إرنست على موقع Soccerway.com (الإنجليزية)
- فابيان إرنست على موقع عالم كرة القدم.نت (الإنجليزية)

- الموقع الرسمي